# Арабо-мусульманская эстетика
Арабо-мусульманская эстетика — совокупность эстетических идей, разработанных в эпоху средневековья мыслителями народов востока, принявших ислам и пользовавшихся арабским языком как основным литературным языком.
Эстетика мусульманского средневековья развивалась в русле естественнонаучных, философских, теологических, филологических, литературно-критических и искусствоведческих теорий и отражала культуру, характеризовавшуюся значительным удельным весом светских элементов. Прекрасное определялось в ней как качество, вызывающее к себе влечение, очищенное от утилитарных соображений, а также как проявление соответствия предмета своему идеальному, совершенному образу (Совершенство). Наслаждение красотой видимых форм и звуков объяснялось их особой близостью «человеческой природе»; специально рассматривались ассоциативные механизмы тяготения людей к определённому кругу объектов эстетического созерцания (теолог и литератор Ибн Хазм, 994—1064), психофизиологические основы восприятия видимых форм (философ Ибн аль-Хайсам, 965—1039). 
Представители Восточной перипатетики писали о красоте мироздания (аль-Фараби, 870—950; Ибн Сина, 980—1037; Омар Хайям, ок. 1048 — ок. 1131; Ибн Рушд, 1126—1198), которая иногда толковалась в пифагорейском духе и усматривалась в гармонии космоса, пластических форм, цветов и звуков (авторы энциклопедических трактатов «Чистых братьев»). Бог, отождествляемый с бытием, становился предметом эстетической оценки в качестве средоточия всего прекрасного и возвышенного у мыслителей и поэтов мистико-пантеистического направления (Ибн Араби, 1165—1240; Руми, 1207—1273 и др.). 
В человеке выделялась внешняя, физическая красота и внутренняя, интеллектуально-нравственная, которой неизменно отдавалось предпочтение. Разрабатывалось учение об «адабе» — требованиях, предъявлявшихся к всесторонне развитой личности. Следуя античной традиции, философы утверждали, что в основе художеств, творчества лежит подражание (мимесис, теория подражания), которое вместе с сохранением и произвольным сочетанием воспринятых образов считалось функцией воображения. 
В поэтике выделились два направления: одно, следуя «Поэтике» Аристотеля, рассматривало поэтическую речь как вызывающую эмоциональную реакцию (положительную или отрицательную) безотносительно к её истинности или ложности (аль-Фараби, Ибн Сина, Ибн Рушд); другое акцентировало внимание на разработке и классификации поэтических троп и фигур. В литературоведении большое место занимали вопросы соотношения формы и содержания («слова» и «идеи») стихов, традиции и новаторства, субъективности и объективности эстетических оценок, проблемы поэтического творчества, изменения художеств, вкусов и норм. Специфика эстетического воздействия музыки усматривалась в том, что она трогает душу непосредственно, влияет на настроения, нравы и физическое состояние людей. Ограничения, наложенные в исламе на изобразительное искусство, были одной из причин недостаточной теоретической разработанности проблем в данной области художественного творчества. Высшим критерием оценки произведений художника было его правдоподобие. К достоинствам технического исполнения относили чистоту и яркость красок, утончённость, гармоничность, лёгкость, изысканность, законченность и твёрдость рисунка. Полагали, что изящные рисунки, изображающие влюблённых, сады, цветы, подобно музыке, способны вызвать приподнятое настроение, разогнать тоску, укрепить духовные и физические силы. Высоко ценилось искусство каллиграфии. Арабо-мусульманская эстетика оказала влияние на мировую эстетику.